# Apterocyclus waterhousei
Apterocyclus waterhousei es una especie de coleóptero de la familia Lucanidae.

## Distribución geográfica
Habita en la isla de Kauai.